# Eureka Springs
Eureka Springs är en av två administrativa huvudorter i Carroll County i Arkansas. Den andra huvudorten är Berryville. Eureka Springs hade 2 073 invånare enligt 2010 års folkräkning.